# Чо Дже Джин
Чо Дже Джин (кор. 조재진, нар. 9 липня 1981, Пхаджу) — південнокорейський футболіст, що грав на позиції нападника.
Виступав за південнокорейські клуби «Сувон Самсунг Блювінгз», «Санджу Санму» та «Чонбук Хьонде Моторс», а також японські «Сімідзу С-Палс» та «Гамба Осака». Крім того виступав за національну збірну Південної Кореї, у складі якої був учасником чемпіонату світу та Кубка Азії.

## Клубна кар'єра
Народився 9 липня 1981 року в місті Пхаджу. Займався футболом у Віщій школі Дейшинь.
У дорослому футболі дебютував 2000 року виступами за команду «Сувон Самсунг Блювінгз», в якій провів чотири сезони, взявши участь у 16 матчах чемпіонату, але не досягнув з клубом великих успіхів. Він також висловив бажання грати в Англії і сказав, що заздрить переходу Лі Дон Гука в «Мідлсбро». Протягом 2003 року Чо також на правах оренди захищав кольори команди клубу «Санджу Санму».
Своєю грою за останню команду привернув увагу представників тренерського штабу японського клубу «Сімідзу С-Палс», до складу якого приєднався 2004 року. Відіграв за команду з міста Сідзуока наступні чотири сезони своєї ігрової кар'єри. Більшість часу, проведеного у складі «Сімідзу С-Палс», був основним гравцем атакувальної ланки команди. У складі «Сімідзу С-Палс» був одним з головних бомбардирів команди, маючи середню результативність на рівні 0,45 голу за гру першості. Під час свого достатньо успішного перебування в «С-Палс» Чо отримував пропозиції від «Утрехта», «Аякса», «Вест Гем Юнайтеда» та інших європейських команд. Чо найбільше хотів грати за «Утрехт», але, як повідомляється, був незадоволений умовами угоди. 
Відмовившись від трансферу, Чо дограв останні місяці свого контракту з «С-Палс», перш ніж знову зайнявся пошуками європейської команди. Однак, після невдалих переглядів в «Ньюкасл Юнайтед», «Портсмуті» та «Фулгемі» Чо повернувся в Корею у лютому 2008 року, де підписав контракт з клубом К-Ліги «Чонбук Хьонде Моторс».
Після невдалого сезону у К-Лізі в кінці 2008 року Чо підписав контракт з японським клубом «Гамба Осака» за плату в розмірі $ 3,5 млн. Був також інтерес з боку катарської «Аль-Гарафи», яка вже купила в «Ліона» Жуніньо Пернамбукано, але Чо відхилив пропозицію.
18 березня 2011 року він оголосив про свій відхід з футболу через тривалі проблеми з вродженою дисплазією кульшового суглоба.

## Виступи за збірні
Протягом 2003—2004 років залучався до складу молодіжної збірної Південної Кореї. На молодіжному рівні зіграв у 28 офіційних матчах, забив 11 голів. Представляв країну на Олімпійських іграх 2004 року. Він суттєво допоміг збірній вирвати нічию у матчі проти Малі. При рахунку 3:0 на користь африканців Чо за дві хвилини зробив дубль. Пізніше захисник Малі, намагаючись перешкодити забити Чо, зрізав м'яч у свої ворота, в підсумку матч завершився з рахунком 3:3. Південна Корея посіла друге місце в групі А і отримала право на участь в наступному раунді, де вона зазнала поразки від Парагваю, який у підсумку посів друге місце.
2003 року дебютував в офіційних матчах у складі національної збірної Південної Кореї. Протягом кар'єри у національній команді, яка тривала 6 років, провів у формі головної команди країни 40 матчів, забивши 10 голів.
У складі збірної був учасником чемпіонату світу 2006 року у Німеччині та кубка Азії з футболу 2007 року у чотирьох країнах відразу, на якому команда здобула бронзові нагороди.

## Титули і досягнення
- Володар Кубка Імператора Японії (1):

«Ґамба Осака»: 2009
Збірні
- Бронзовий призер Кубка Азії: 2007